# Olimpiadă
Olimpiada este perioada dintre două jocuri olimpice. Termenul provine din limba greacă Olimp care este un munte cu altitudinea de 2.917 m deasupra n.m. din Grecia. Olimpiada la vechii greci a durat la fel, patru ani. Prima olimpiadă  conform izvoarelor istorice a fost în anul 776 î.Hr. De la acest an începe numărarea anilor la greci, după alte izvoare olimpiada a început mult mai devreme.
Termenul de olimpiadă din perioada mai nouă, consideră anul 1896 ca primele jocuri olimpice.